# Меркель, Ангела
А́нгела Дороте́я Ме́ркель (нем. Angela Dorothea Merkel МФА: [ˈaŋɡela doʁoˈteːa ˈmɛʁkl̩]о файле, фамилия при рождении — Ка́снер (нем. Kasner); род. 17 июля 1954, Гамбург, ФРГ) — немецкий государственный и политический деятель, учёная-физхимик, доктор естественных наук. Федеральный канцлер Германии с 22 ноября 2005 по 8 декабря 2021 года. Первая женщина на этом посту, третья по продолжительности правления в истории Германии.
Министр по делам семьи, пожилых граждан, женщин и молодёжи Германии (1991—1994), министр по охране окружающей среды (1994—1998). Председатель партии Христианско-демократический союз (2000—2018).
Человек года по версии журнала Time (2015), одна из самых влиятельных женщин мира во времена своей активной политической карьеры, которую называли «фактическим лидером Европейского союза».

## Биография

### Молодость и образование
Родилась в Гамбурге (ФРГ) 17 июля 1954 года в семье Хорста Каснера (1926—2011) и Герлинды Каснер (1928—2019). Хорст Каснер имел польские корни, при том что его семья онемечила свою фамилию Казмерчак за три года до прихода Гитлера к власти, и изучал богословие в Гейдельбергском и Гамбургском университетах.
Дед Ангелы, Людвик Казмерчак (сын Анны Казмерчак и Людвика Войцеховского), полицейский из Познани, во время Первой мировой войны служил в германской армии, попал в плен во Франции, где вступил в польскую армию генерала Юзефа Халлера. Участвовал в польско-украинской и советско-польской войнах. В 1923 году переехал в Берлин, где служил в полиции (с 1943 года в звании гаупт-вахмистра в охранной полиции берлинского района Панков). Мать Ангелы, Герлинда Йенч, родилась в Данциге (ныне Гданьск), до 1936 года жила в Эльбинге (ныне Эльблонг).
Спустя несколько недель после рождения Ангелы её семья переехала из Гамбурга в ГДР, где Хорст Каснер получил назначение в приход лютеранской церкви Берлина-Бранденбурга в городе Перлеберге. Через три года, в 1957 году, Каснеры переехали в город Темплин. Там отец Ангелы уже не служил пастором, но принимал участие в создании внутрицерковного образовательного центра, на протяжении длительного времени руководил колледжем для пасторов и занимал видное положение в лютеранской церкви Берлина-Бранденбурга. Его супруга работала учительницей латинского и английского языков. Кроме Ангелы, супруги имели ещё двоих детей: брат Ангелы Маркус (р. 1957 год) и сестра — Ирена (р. 1964 год).
Каснер относился к представителям той части церкви, которая поддерживала правительство ГДР и политику СЕПГ в отношении церкви. Каснеры пользовались определёнными привилегиями, им разрешались выезды на запад, однако Герлинде Каснер было отказано в работе по специальности в системе школьного образования, и бывшая учительница посвятила себя детям, поэтому Ангела Каснер не посещала ни детский сад, ни группу продлённого дня в школе.
В 1961 году пошла в первый класс средней политехнической школы в Темплине. В школьные годы, по воспоминаниям одноклассников и учителей, была неприметной, но при этом хорошо социально адаптированной девочкой. Примечательными были её выдающиеся успехи в учёбе, в особенности по математике. В 1973 году сдала на «отлично» выпускные экзамены за полную среднюю школу.
В школьные годы состояла в пионерской организации и затем Союзе свободной немецкой молодёжи (ССНМ).
Ещё в школе решила поступать на физический факультет Лейпцигского университета имени Карла Маркса и в 1973 году переехала в Лейпциг. Не относилась к оппозиционно настроенной молодёжи, однако, по её словам, в эти годы познакомилась с писателем-диссидентом Райнером Кунце, которого считает своим любимым писателем.
Во время учёбы в 1974 году на одной из встреч по молодёжному обмену со студентами-физиками из Москвы и Ленинграда познакомилась со своим первым мужем, студентом-физиком из Фогтланда Ульрихом Меркелем. Венчание состоялось в церкви Темплина 3 сентября 1977 года.
Свою дипломную работу «Влияние пространственной корреляции на скорость бимолекулярных элементарных реакций в плотной среде» Ангела Меркель защитила в июне 1978 года на отлично. Во время учёбы Ангела активно участвовала в работе ССНМ.

### Работа вАкадемии наук ГДР(1978—1989)
Получив отказ в трудоустройстве от Высшей технической школы Ильменау, супруги Меркель переехали в столицу. Ангела, как дипломированный физик, получила место в Центральном институте физической химии при Академии наук ГДР, расположенном в берлинском районе Адлерсхоф. В 1981 году супруги разошлись, развод бездетной пары был оформлен в 1982 году. В 1984 году на работе Меркель познакомилась с нынешним мужем Иоахимом Зауэром (поженились в 1998 году). В 1986 году провела несколько дней в ФРГ, что для граждан ГДР было сопряжено с предварительной проверкой на верность государству.
Меркель работала в отделе теоретической химии. 8 января 1986 года защитила диссертацию по теме «Исследование механизма реакций распада с простым разрывом связей и расчёт их скоростных констант на основании квантово-химического и статистического методов» под руководством Лутца Цюлике, руководителя направления теоретической химии в Центральном институте. Получив степень доктора естественных наук, перешла в отдел аналитической химии, которым руководил Клаус Ульбрихт.
На работе активно участвовала в политической жизни: являлась членом районного комитета Союза свободной немецкой молодёжи и секретарём по агитации и пропаганде, в интервью 1992 года эту деятельность сама Меркель называла культурно-просветительской работой и отмечала, что она ей нравилась. Не вступала ни в СЕПГ, ни в другую партию в составе Национального фронта ГДР и не участвовала в оппозиционном движении.

### Начало политической карьеры

#### «Демократический прорыв» (1989)
Осенью 1989 года после падения Берлинской стены на фоне происходивших радикальных перемен стало очевидным, что в ГДР с одной стороны начался процесс образования новых демократических партий, а с другой стороны Академия наук ГДР в той своей форме перестанет существовать (фактически она была распущена 31 декабря 1991 года). В этот момент Меркель поступила на работу в новую партию «Демократический прорыв» (нем. Demokratischer Aufbruch), сначала, с декабря 1989 года, в качестве временного администратора ЭВМ, а с февраля 1990 года она получила ставку референта в штате председателя партии Вольфганга Шнура. Позднее ей была поручена разработка партийных листовок, а затем она получила должность фактически пресс-секретаря.
Биограф Ангелы Меркель Герд Ланггут отмечает, что её многочисленные друзья и знакомые по 1970-м — 1980-м годам были очень удивлены её политической карьерой в ХДС, поскольку по своему мировоззрению была скорее близка к «зелёным». После объединения Германии мать Меркель активно участвовала в работе СДПГ, да и Хорст Каснер также не был замечен в особых симпатиях к ХДС.
Политический курс молодой партии «Демократический прорыв» менялся несколько раз. Сначала её, как и другие гражданские движения «Новый форум» (нем. Neues Forum), «Демократия сейчас» (нем. Demokratie Jetzt), относили к левым партиям, однако вскоре явно оформился принципиальный отказ партии от идей социализма. В начале 1990 года западногерманские политики консервативного толка приняли участие в кампании по выборам в Народную палату ГДР, назначенным на 18 марта 1990 года, и генеральный секретарь ХДС Фолькер Рюэ возглавил созданный им 5 февраля 1990 года «Альянс за Германию». В этом новом гражданском движении «Демократический прорыв» играл ключевую роль: Гельмут Коль, тогда председатель ХДС и федеральный канцлер, в предвыборной борьбе решил не делать ставку исключительно на бывшую партию из демократического блока ГДР ХДС и близкий к ХСС Немецкий социальный союз.
Авторитет «Демократического прорыва» серьёзно пострадал после того, как через несколько дней после парламентских выборов стало известно, что председатель партии Вольфганг Шнур сотрудничал с Министерством госбезопасности ГДР. Ангела Меркель вела пресс-конференцию, где правление партии давало свою оценку произошедшему.

#### «Альянс за Германию» (1990)
Первые свободные выборы в Народную палату 18 марта 1990 года закончились для партии Меркель сокрушительным поражением: партия собрала только 0,9 % голосов. Однако благодаря неожиданному результату в 41 % голосов, который показала другая партия предвыборного блока, восточногерманская ХДС, «Альянс за Германию» вышел фактическим победителем на выборах. Первый номер в списке от этой партии Лотар де Мезьер сформировал коалицию, состоявшую из «Альянса», социал-демократов и либералов. 12 апреля Лотар де Мезьер стал новым председателем Совета министров ГДР. В результате распределения портфелей между членами предвыборной коалиции Ангела Меркель получила должность заместителя пресс-секретаря первого и последнего свободно избранного правительства ГДР.
Спустя несколько недель после парламентских выборов в ГДР в центре бурной политической жизни оказался вопрос об объединении Германии. В новой должности Меркель присутствовала на многих предварительных переговорах, проводившихся в рамках подготовки подписания Государственного договора о создании валютного, экономического и социального союза, которое состоялось в Бонне 18 мая 1990 года. Сторону ГДР на переговорах представлял парламентский госсекретарь при председателе Совета министров ГДР Гюнтер Краузе, который сыграл большую роль в продвижении политической карьеры Меркель. 31 августа 1990 года Краузе и министр внутренних дел ФРГ Вольфганг Шойбле подписали Договор об объединении ФРГ и ГДР. Как заместитель пресс-секретаря правительства, Ангела Меркель сопровождала Лотара де Мезьера в его зарубежных поездках и присутствовала при заключении Договора об окончательном урегулировании в отношении Германии (так называемого Договора «Два плюс четыре»). К этому моменту уже стала известна новая ключевая дата в политической жизни объединённой Германии: первые совместные выборы в бундестаг были назначены на 2 декабря 1990 года.

### Переход в ХДС (1990)
Неудачные для «Демократического прорыва» выборы в Народную палату в марте 1990 года и ситуация, сложившаяся в последующие месяцы, привели к его сближению с ХДС, в которое внесла свой вклад и Ангела Меркель. 4 августа 1990 года внеочередной съезд партии большинством голосов принял решение о вхождении в состав западногерманского ХДС после его слияния с одноимённой восточногерманской партией. Меркель была в числе трёх делегатов от «Демократического прорыва» на объединительном съезде ХДС, проходившем в Гамбурге 1—2 октября 1990 года. В своей речи на съезде представилась как бывший пресс-секретарь «Демократического прорыва» и сотрудник аппарата де Мезьера. Накануне этого XXXVIII съезда ХДС по инициативе Меркель состоялась её первая личная беседа с председателем ХДС и федеральным канцлером Германии Гельмутом Колем.
Деятельность на посту заместителя пресс-секретаря правительства ГДР закончилась 3 октября 1990 года, в день объединения Германии. Меркель получила штатную должность в чине министерского советника в пресс-службе федерального правительства ФРГ). Вернуться на прежнее место работы в институт, где проработала 12 лет, было бы вряд ли своевременным решением, поскольку ликвидация Академии наук ГДР была прописана в Договоре об объединении. Обеспечив себе место работы в BPA, Меркель решила стать депутатом бундестага. Благодаря посредничеству Гюнтера Краузе, возглавлявшего отделение ХДС в новой федеральной земле Мекленбург — Передняя Померания, стала одномандатным кандидатом в депутаты бундестага по избирательному округу Штральзунд-Северная Передняя Померания-Рюген и одновременно занимала шестую строчку в партийном списке.

### Федеральный министр по делам женщин и молодёжи (1991—1994)
На первых общегерманских выборах в бундестаг 2 декабря 1990 года Меркель собрала в своём избирательном округе 48,5 % отданных голосов. На учредительном заседании бундестага нового созыва, состоявшемся 20 декабря 1990 года, Ангела Меркель получила мандат его депутата.
После ещё одной беседы с победившим на выборах Гельмутом Колем, на которую в ноябре 1990 года Меркель была приглашена в ведомство федерального канцлера в Бонне, она была неожиданно заявлена на должность министра в четвёртом кабинете Гельмута Коля. Из ликвидированного федерального министерства по делам молодёжи, семьи, женщин и здравоохранения было выделено три: федеральное министерство здравоохранения (Герда Хассельфельдт), федеральное ведомство по вопросам семьи и пожилого населения (Ханнелора Рёнш) и федеральное ведомство по делам женщин и молодёжи. Руководить этим небольшим министерством с достаточно скромным кругом компетенций было поручено Меркель, которая была приведена к присяге в качестве министра 18 января 1991 года.
Будучи бывшей гражданкой ГДР, не имела за спиной обычного для других западногерманских политиков высшего ранга в ХДС опыта общественной работы, который они приобретали, работая, например, в молодёжной организации при ХДС/ХСС «Молодёжный союз». Быстрый подъём по партийной лестнице произошёл лишь благодаря протекции федерального канцлера, в это время Меркель часто называли «девочкой Коля». В то время как её будущие внутрипартийные конкуренты строили свою карьеру на организованной основе, Меркель собственной власти внутри ХДС не имела. Чтобы изменить эту ситуацию, она попыталась побороться за пост председателя ХДС в земле Бранденбург на выборах в ноябре 1991 года, но потерпела поражение от Ульфа Финка. В конце концов, в декабре 1991 года на федеральном съезде ХДС в Дрездене Меркель была избрана заместителем председателя ХДС, сменив на этом посту Лотара де Мезьера. После ухода де Мезьера и скандала, разразившегося в СМИ вокруг федерального министра транспорта Гюнтера Краузе, оказавшегося замешанным в выдаче незаконных лицензий на строительство автостоянок на автобанах, Ангела Меркель осталась в ХДС в числе немногих политиков-выходцев из ГДР с незапятнанной биографией. После ухода Гюнтера Краузе в отставку в мае 1993 года у Ангелы Меркель появился шанс упрочить свои позиции в партии, которым она воспользовалась, возглавив ХДС в Мекленбург — Передняя Померания в июне 1993 года.

### Федеральный министр охраны окружающей среды (1994—1998)
После следующих выборов в бундестаг, состоявшихся 16 октября 1994 года, получила в новом правительстве Гельмута Коля портфель федерального министра по охране окружающей среды, охраны природы и ядерной безопасности. В своём одномандатном округе Ангела Меркель получила на выборах 48,6 % голосов.
Её предшественником в министерстве был весьма известный и за пределами ХДС политик Клаус Тёпфер, однако его взгляды на охрану окружающей среды встречали всё большее сопротивление в экономическом крыле партии и, в частности, среди членов Свободной демократической партии, партнёра ХДС по коалиционному блоку. Так, его должность с 17 ноября 1994 года заняла Меркель, а новое назначение Тёпфера федеральным министром регионального планирования, строительства и городского развития общественность восприняла как его политическое поражение.

### Скандал с незаконным финансированием ХДС (1999)
Выборы в бундестаг, проходившие 27 сентября 1998 года, закончились для блока ХДС/ХСС и его кандидата в федеральные канцлеры Гельмута Коля полным провалом. Партийный блок показал на выборах худший результат с 1949 года: впервые действующее правительство не получило полномочий на новый срок. Показатель Ангелы Меркель на выборах в одномандатном округе снизился на 11 пунктов и составил 37,3 % голосов.
Вольфганг Шойбле, «вечный кронпринц» при Гельмуте Коле, ещё начиная с 1996—1997 года неоднократно поднимал «вопрос о кандидате»: кто на политическом олимпе ХДС станет кандидатом на пост федерального канцлера на парламентских выборах? Однако «вечному канцлеру» Гельмуту Колю Шойбле противостоять не мог. Ещё до выборов кандидата в одном из интервью Шойбле прослеживается критика кандидатуры Коля. На федеральном съезде ХДС, проходившем в Бонне после поражения на выборах, 7 ноября 1998 года Шойбле, в конце концов, был избран председателем ХДС. По предложению Шойбле Ангела Меркель получила пост генерального секретаря ХДС — один из ключевых постов в ставшей оппозиционной партии. Гельмут Коль стал почётным председателем партии, был избран в президиум и федеральное правление ХДС.
В последующие месяцы ХДС удалось достичь неплохих результатов на выборах на земельном уровне, а в июне 1999 года — весомых 48,7 % (против 38,4 % в 1994 году) на выборах в Европейский парламент в блоке с ХСС, что ещё больше упрочило общественные и внутрипартийные позиции генерального секретаря ХДС Ангелы Меркель.
В ноябре 1999 года разразился скандал по поводу незаконного финансирования ХДС. После интервью Гельмута Коля, которое он дал каналу ZDF 16 декабря 1999 года, стало очевидно, что в обход Закона ФРГ «О политических партиях» бывший федеральный канцлер и действующий почётный председатель ХДС получал финансовые средства для партии, исчислявшиеся миллионами. Коль отказался назвать имена спонсоров, сославшись на данное им честное слово. 22 декабря 1999 года в газете «Frankfurter Allgemeine Zeitung» была опубликована статья генерального секретаря Ангелы Меркель, в которой автор подвергла критике поведение Гельмута Коля и призвала партию решительно порвать со «старой гвардией»:
Партия должна сделать первые самостоятельные шаги, должна поверить в себя, что и без «старого боевого коня», как себя часто называл сам Гельмут Коль, сможет продолжить борьбу со своими политическими противниками. Как подросток в пубертатный период, она должна оторваться от родительского дома и пойти собственной дорогой.
18 января 2000 года президиум и федеральное правление ХДС потребовали от Гельмута Коля сложить полномочия почётного председателя партии до тех пор, пока не будут названы имена спонсоров. В ответ Коль подал в отставку с поста почётного председателя партии. Одновременно он вступил в частично ставшую публичной полемику с действующим председателем партии Вольфгангом Шойбле. Скандал ударил и по самому Шойбле: в интервью каналу ARD 10 января 2000 года он признался, что принимал финансирование от военно-промышленного лобби в лице Карлхайнца Шрайбера, хотя ещё месяц назад, 2 декабря 1999 года оспаривал этот факт на заседании бундестага. После того как казначей ХДС Бригитта Баумайстер дала противоречивые показания о подробностях передачи денег, Вольфганг Шойбле не мог оставаться на посту главы партии.

### Председатель ХДС (2000—2018)
16 февраля 2000 года Вольфганг Шойбле заявил в парламентской фракции ХДС/ХСС о своём уходе с поста председателя партии и лидера фракции. Несколько недель партия оставалась без руководства, и Ангела Меркель как генеральный секретарь занимала ключевое положение в партии. В этот период прошли девять так называемых «региональных конференций», на которых прошло обсуждение и проработка последствий финансового скандала с рядовыми членами партии. На этих местных партсобраниях и произошла консолидация сил, поддержавших кандидатуру Меркель на должность председателя партии. Теперь позднее начало карьеры в партии сыграло на руку Ангеле Меркель: в глазах общественности и членов партии она была не замешана в финансовых аферах.
На федеральном партийном съезде ХДС, состоявшемся 10 апреля 2000 года в Эссене, 897 из 935 действительных голосов было отдано за нового председателя партии Ангелу Меркель. На посту генерального секретаря Меркель сменил Рупрехт Поленц. Парламентскую фракцию ХДС/ХСС возглавил Фридрих Мерц. Первые жёсткие испытания для правящего трио пришлись на 14 июля. Несмотря на то, что красно-зелёное федеральное правительство (СДПГ/«зелёных») не располагало необходимым большинством в бундесрате, на голосовании по проекту налоговой реформы ему всё-таки удалось перетянуть на свою сторону некоторые федеральные земли, правительства которых были сформированы с участием ХДС. Уже в ноябре 2000 года Меркель рассталась с «умеренным», как оценивали его в СМИ, Рупрехтом Поленцем, выбрав на его место более агрессивного Лауренца Майера.
2000 и 2001 годы не принесли Христианско-демократическому союзу под руководством Меркель крупных побед на выборах в федеральных землях. Красно-зелёное правительство укрепило свои позиции во власти и не давало поблажек оппозиции. Началась политическая борьба перед выборами в бундестаг в сентябре 2002 года. Сначала в феврале 2001 года Фридрих Мерц вынес на обсуждение свою кандидатуру на пост федерального канцлера, заняв тем самым средства массовой информации «вопросом о кандидате». О готовности Ангелы Меркель выдвинуть свою кандидатуру уже было известно. Однако в высших эшелонах партии она не пользовалась поддержкой, поскольку многие члены ХДС в ранге премьер-министров федеральных земель и руководители отделений партии на уровне федеральных земель отдавали предпочтение премьер-министру Баварии и председателю ХСС Эдмунду Штойберу. Партийный съезд, состоявшийся в декабре 2001 года в Дрездене, отложил принятие окончательного решения по кандидатуре до заседания президиума и федерального правления ХДС 11 января 2002 года в Магдебурге. Ангела Меркель решила не вставать на пути Штойбера и заявила о своём отказе в пользу его кандидатуры на встрече в Баварии 11 января, получившей название «Вольфсратхаузенского завтрака». Этот отказ был необходим Меркель для сохранения своей власти, чтобы избежать вотума недоверия в результате очевидного поражения на голосовании и нового раунда дискуссий о кандидатуре председателя партии.

### Лидер оппозиции (2002—2005)
Выборы в бундестаг 22 сентября 2002 года с небольшим перевесом выиграла коалиция СДПГ и партии «зелёных» во главе с Герхардом Шрёдером и Йошкой Фишером. Ангела Меркель с пониманием отнеслась к поражению Штойбера. Свой вклад в победу Шрёдера на выборах внесла и молниеносная реакция правительства на катастрофическое наводнение на Эльбе 2002 года, однако ещё более важным фактором представляется его отрицательное отношение к войне в Ираке. В отличие от чёткого «нет», высказанного действующим федеральным правительством, Ангела Меркель выразила поддержку курсу Джорджа Буша.
Проиграв выборы в бундестаг, Ангела Меркель решила встать во главе парламентской фракции ХДС/ХСС вместо Фридриха Мерца, решив на парламентском уровне противостоять правительству Герхарда Шрёдера. Мерц не был готов сдать свои позиции и выступил с критикой Меркель. На решающем заседании президиума ХДС свой голос в пользу Меркель отдал Штойбер. Отношения Меркель и Мерца и раньше были омрачены конфликтами на почве внутрипартийной конкуренции. На федеральном съезде ХДС 11—12 ноября 2002 года в Ганновере Ангела Меркель была переизбрана на посту председателя партии. За её кандидатуру было отдано 746 из 796 отданных голосов (всего присутствовало 978 делегатов).

#### 2003
2003 год был отмечен для ХДС и её председателя успехами на парламентских выборах в Гессене и Нижней Саксонии. Усилившееся присутствие ХДС в бундесрате позволило Ангеле Меркель участвовать в управлении страной, находясь в оппозиции. ХДС поддержала правительственную «Программу действий 2010», направленную на реформу социальной системы и рынка труда и, проведя ряд своих дополнительных требований в согласительной комиссии, проголосовал за внесение изменений в законы и в бундестаге, и в бундесрате. Партия также приняла участие в разработке формулировок проектов реформы здравоохранения и Четвёртого закона о современных услугах на рынке труда, которые должны были вступить в силу с 1 января 2004 года.

#### 2004
6 февраля 2004 года федеральный канцлер Герхард Шрёдер заявил о своей отставке с поста председателя Социал-демократической партии Германии, его преемником стал Франц Мюнтеферинг. В том же месяце ХДС одержал явную победу на выборах в Парламент Гамбурга. Ангела Меркель провела в феврале три дня с визитом в Турции, пропагандируя там свою модель «привилегированного партнёрства» этой страны в Евросоюзе в альтернативу правительственной идее «полного партнёрства».
Коснувшись в своей речи 20 ноября 2004 года внутриполитического положения Германии в разрезе интеграции мусульманского (преимущественно турецкого) населения, Ангела Меркель отметила: «Мультикультурное общество потерпело неудачу». При этом, вернув из небытия термин немецкой «ведущей культуры», она подвергла критике мусульман за их ограниченную способность к интеграции в европейское общество.
В этом же году подошёл к концу срок полномочий федерального президента Йоханнеса Рау. Вольфганг Шойбле заранее выдвинул свою кандидатуру на эту формально главную политическую должность в стране и надеялся на поддержку со стороны ХДС и ХСС. Внутрипартийные противники Ангелы Меркель Роланд Кох и Фридрих Мерц, как и лидер ХСС Эдмунд Штойбер, поддержали кандидатуру Шойбле. Кандидатом Меркель стал Хорст Кёлер, и его победа на выборах в Федеральном собрании 23 мая 2004 года была воспринята всеми как дальнейшее усиление позиций самой Ангелы Меркель.

#### Досрочные выборы в бундестаг 2005 года
Выборы в ландтаг земли Северный Рейн-Вестфалия 22 мая 2005 года обернулись крупным поражением для Социал-демократической партии Германии в серии других провалов на выборах 2003 и 2004 годов. Спустя полчаса после закрытия избирательных участков сначала председатель СДПГ Франц Мюнтеферинг, а вслед за ним и федеральный канцлер Герхард Шрёдер заявили о намерениях назначить досрочные выборы в бундестаг на осень 2005 года.
30 мая президиумы ХДС и ХСС на совместном заседании избрали Меркель кандидатом на пост федерального канцлера от своих партий. Её статус в партии не подвергался сомнениям, а её внутрипартийные противники были уничтожены. «Теневой кабинет» Меркель с учётом предполагаемой коалиции со Свободной демократической партией был представлен в сокращённом составе как «команда профессионалов».
На досрочных выборах в бундестаг, состоявшихся 18 сентября 2005 года, блок ХДС/ХСС с шедшей под первым номером Меркель получил 35,2 % (в 2002 году — 38,5 %) против 34,2 %, отданных за СДПГ. Результаты, показанные на выборах партийным блоком ХДС/ХСС, оказались значительно ниже прогнозируемых, и поставленная на выборы цель создать в бундестаге парламентское большинство с СвДП не была достигнута. В своём избирательном округе № 15 (Штральзунд, Северная Передняя Померания и Рюген) Меркель собрала 41,3 % голосов. Социал-демократы также столкнулись с серьёзными потерями голосов, и существовавшая ранее правительственная коалиция СДПГ и партии «зелёных» потеряла большинство в парламенте.

### Федеральный канцлер (2005—2021)

#### Переговоры о создании коалиции
В ходе телевизионной дискуссии, состоявшейся вечером в день выборов, Герхард Шрёдер, несмотря на потерю правительственной коалиции с «зелёными», неожиданно заявил о своём намерении сформировать правительство, сделав это в форме, вызвавшей жаркие споры и которую он сам позднее назвал «субоптимальной». Последующие дни прошли в Берлине в поисках ответа на вопрос: кому принадлежит право занять пост федерального канцлера и сформировать хоть какое-то коалиционное правительство: СДПГ, которая является самой крупной партийной фракцией в бундестаге, или блоку ХДС/ХСС, как самому крупному фракционному объединению.
20 сентября на первом заседании новой фракции ХДС/ХСС Меркель была избрана её председателем, получив на тайном голосовании 219 из 222 голосов. После разочарования, которое принесли с собой выборы в бундестаг, эта поддержка стала важным вотумом доверия в преддверии переговоров о создании коалиции. В последующие 14 дней, необходимых для проведения довыборов в избирательном округе № 160 (Дрезден I), Ангела Меркель и Эдмунд Штойбер провели раунд переговоров с Союзом 90/Зелёных, прозондировав почву для возможной чёрно-жёлто-зелёной («ямайской») коалиции вместе с СвДП. Лишь после довыборов в Дрездене начались переговоры с Социал-демократической партией по формированию «большой коалиции». 10 октября СДПГ, ХДС и ХСС опубликовали заключённое ими соглашение, в котором говорилось о планируемом избрании бундестагом XVI созыва Меркель на пост федерального канцлера ФРГ. 12 ноября после переговоров, продлившихся пять недель, ХДС/ХСС и СДПГ заключили коалиционный договор.
22 ноября 2005 года была избрана на пост федерального канцлера ФРГ, получив 397 из 611 голосов депутатов бундестага XVI созыва, став первой женщиной-федеральным канцлером и одновременно самым молодым (в возрасте 51 года) федеральным канцлером за всю историю ФРГ, а также первым представителем новых федеральных земель на этом посту и первым канцлером с естественнонаучным образованием.
Многие женщины восприняли избрание Ангелы Меркель федеральным канцлером Германии как личную победу. Она симпатична им тем, что не выделяется женской красотой и харизмой, и тем, что она достигла вершины политической карьеры, перешагнув критический для женской карьеры возрастной порог в 50 лет. Внешне Меркель является отражением среднестатистического немецкого избирателя, в этом кроется секрет её персональной электоральной привлекательности. Однако амбиции, конъюнктурность и работоспособность этой женщины резко выделяют её на общем фоне. А неприметная внешность и отсутствие харизмы стали для неё отличной маскировкой от опасных конкурентов на пути к посту канцлера.

#### Формирование правительства
Ещё до начала работы бундестага извечный конкурент Меркель Эдмунд Штойбер неожиданно отказался от предназначенного ему поста министра экономики, по его собственному признанию, в связи с отставкой Франца Мюнтеферинга с поста председателя СДПГ.
На ключевую и требующую доверия должность руководителя ведомства федерального канцлера Ангела Меркель выдвинула Томаса де Мезьера, двоюродного брата последнего председателя Совета министров ГДР Лотара де Мезьера.

#### Первая половина парламентского срока
В начале деятельности бундестага нового созыва у Меркель и её кабинета наступили спокойные времена. Лишь иногда министры из правительства Меркель мелькали в заголовках газет, и то речь шла больше о разрешении вопросов полномочий или о долгосрочных направлениях деятельности правительства, а не о вопросах фактического характера.
В конце марта 2006 года представила свою состоящую из восьми пунктов программу деятельности на вторую половину срока полномочий. В ней намечены основные направления в сфере реформирования федеративной системы, борьбы с бюрократизмом, научных исследований, энергетической политики, бюджетной и финансовой политики, политики в сфере семьи, рынка труда и, в частности, реформы системы здравоохранения.
8 июня 2006 года состоялось первое выступление Ангелы Меркель и в целом первое в мире выступление главы правительства через видео-подкаст. Ангела Меркель использовала эту возможность еженедельно по субботам для того, чтобы делиться собственной точкой зрения на различные политические и социальные вопросы. Первый выпуск был посвящён Чемпионату мира по футболу.
Несмотря на отсутствие видимых решительных действий, деловой стиль управления государством поначалу получил поддержку у населения, бизнеса и за рубежом. Журнал «Форбс» назвал Ангелу Меркель самой влиятельной женщиной мира в 2006, 2007 и 2008 годах, а журнал «Тайм» в 2006 и 2007 году включал федерального канцлера ФРГ в список ста самых влиятельных людей планеты.
На федеральном съезде ХДС 27 ноября 2006 года 93 процентами голосов Ангела Меркель была переизбрана на пост председателя своей партии.
23 сентября 2007 года приняла в своём берлинском ведомстве Далай-ламу XIV, что стало сенсацией международного масштаба. Встречу с духовным лидером Тибета она назвала частным обменом мнениями с религиозным лидером и призвала не воспринимать её как отражение позиции правительства по вопросу автономии Тибета. Несмотря на это, КНР отменила несколько официальных встреч на министерском уровне, объяснив это «техническими сложностями». Советник Ангелы Меркель по внешнеполитическим вопросам Кристоф Хойсген сумел снять возникшее напряжение, заверив посла Китая в Германии в неизменности политики своей страны в отношении Китая и его территориальной целостности.

#### Председательство в ЕС в 2007 году
Ангела Меркель и федеральный министр иностранных дел Франк-Вальтер Штайнмайер представляли Германию, исполнявшую с 1 января по 30 июня 2007 года свои полномочия по председательству в Европейском союзе.
Среди наиболее важных направлений своей политической деятельности в период председательства Германии в ЕС Ангела Меркель назвала Конституцию ЕС, энергетическую политику, защиту климата, углубление трансатлантического экономического сотрудничества и добрососедские отношения со странами Черноморского региона и Центральной Азии.
Принятие Конституции Европейского союза было приоритетом Меркель во время её председательства. Среди прочего, Меркель настаивала на том, что в современном мультикультурном мире Европа не должна забывать о своей культуре и своих корнях. В связи с этим она предлагала, чтобы в Конституции ЕС была закреплена ссылка на Бога и христианство. В итоге реализовать это пожелание, поддержанное Польшей, Ирландией и Италией, не удалось: Лиссабонский договор ссылается лишь на «культурное, религиозное и гуманистическое наследие Европы».

#### Второе правительство (2009—2013)
27 сентября 2009 года состоялись парламентские выборы, по итогам которых блок ХДС/ХСС сохранил относительное большинство в Бундестаге. Лично Ангела Меркель одержала победу в своём прежнем избирательном округе Штральзунд-Северная Передняя Померания-Рюген (Мекленбург-Передняя Померания), получив 49,3 % голосов против 26,4 % у сильнейшей из соперников — бывшего земельного министра социальных вопросов, кандидатки от партии Левые Марианны Линке.
К 28 октября удалось сформировать «чёрно-жёлтую» коалицию с участием СвДП и привести к присяге второе правительство под председательством Меркель.

#### Третье правительство (2013—2018)
22 сентября 2013 года очередные парламентские выборы привели к изменению правящей коалиции — хотя ХДС/ХСС вновь сохранил относительное большинство, СвДП впервые в своей истории не получила ни одного депутатского мандата.
Ввиду реорганизации избирательных округов Ангела Меркель выдвинула свою кандидатуру в новом 15-м округе — Передняя Померания-Рюген — Передняя Померания-Грайфсвальд I и вновь победила, получив 56,2 % голосов «первого предпочтения» (в Германии избиратели распоряжаются двумя голосами) и опередив Керстин Касснер из партии Левые (19,3 %), а также социал-демократку Соню Штеффен (14 %).
17 декабря 2013 года приведено к присяге новое правительство «большой коалиции» на основе политического союза ХДС/ХСС и СДПГ, которое вновь возглавила Меркель.

#### Четвёртое правительство (2018—2021)
24 сентября 2017 года парламентские выборы вновь принесли победу ХДС/ХСС, но с худшим результатом по сравнению с предыдущими. Меркель получила в своём 15-м округе 44 % голосов «первого предпочтения», что оказалось достаточно для победы, но на сей раз её основным соперником стал Лайф-Эрик Хольм из «Альтернативы для Германии» (19,2 %).
Из-за сложного состава Бундестага коалиционные переговоры затянулись, и только 14 марта 2018 года было сформировано новое правительство, основанное на коалиции с социал-демократами. За утверждение Меркель в четвёртый раз канцлером Германии проголосовали 364 депутата бундестага, 315 проголосовали против и 9 воздержались.
29 октября 2018 года после резкого падения популярности ХДС в Гессене и поражения ХСС на земельных выборах в Баварии Меркель объявила на пресс-конференции в Берлине, что по истечении своего срока полномочий в 2021 году не будет добиваться никаких политических постов.
7 декабря 2018 года на съезде в Гамбурге после отказа Ангелы Меркель от участия в борьбе за лидерство в партии новым председателем ХДС избрана Аннегрет Крамп-Карренбауэр, а 16 января 2021 года — Армин Лашет.
15 июля 2021 года в ходе совместной пресс-конференции с Меркель в Восточной комнате Белого дома президент США Джо Байден объявил об отказе от санкций против немецких компаний, участвующих в строительстве газопровода Северный поток — 2, что было воспринято аналитиками как отход от двухпартийного консенсуса, сохранявшегося при администрациях Барака Обамы и Дональда Трампа, и удар по национальным интересам США. Foreign Policy заявил, что оппозиция проекту росла и внутри Германии — в частности, кандидат в канцлеры от зелёных Анналена Бербок называла его одновременно и экологической, и геополитической угрозой Европе (20 августа Государственный департамент США наложил санкции на российское судно «Остап Шеремета», владеющую им компанию JSC Nobility и строительную компанию «Константа»). 10 сентября 2021 года Газпром объявил об успешном завершении строительства.
26 сентября 2021 года состоялись парламентские выборы, исход которых для блока ХДС/ХСС оказался худшим за всю историю — 24,1 %, а победителями стали социал-демократы во главе с Олафом Шольцем, заручившиеся поддержкой 25,7 % избирателей. В прежнем округе Меркель успеха добилась 27-летняя кандидатка СДПГ Анна Кассаутцки (она набрала 24,3 % голосов, а представитель ХДС 33-летний Георг Гюнтер — 20,4 %).
После ухода со своего поста Меркель будет получать пенсию в размере около 15 тыс. евро, право на которую обеспечила себе многолетним стажем работы в бундестаге (из-за высокого стажа в 31 год имеет право на максимальную пенсию в размере 65 процентов от зарплаты), в кабинете министров и на посту главы правительства. Как и все бывшие главы немецкого правительства и президенты ФРГ, Меркель также вправе иметь свой офис и небольшой штат сотрудников, включая офис-менеджера, двух ассистентов, секретаря и шофера.
26 октября 2021 года официально закончились полномочия Меркель, но с 26 октября она стала исполняющей обязанности канцлера до формирования нового правительства.
2 декабря 2021 года в Берлине состоялась официальная церемония, посвящённая уходу Меркель в отставку с поста канцлера.
8 декабря 2021 года было приведено к присяге правительство Олафа Шольца. Ангеле Меркель не хватило 10 дней, чтобы превзойти рекорд Гельмута Коля по времени работы на посту канцлера. Таким образом она стала третьей по продолжительности правления в истории Германии после рейхсканцлера О. фон Бисмарка (19 лет) и Коля (16 лет и 26 дней).

## Политические взгляды

### Внешняя политика Ангелы Меркель

#### Урегулирование военных конфликтов
Накануне войны в Ираке Ангела Меркель выразила поддержку США и «коалиции желающих» в их политике в отношении Ирака. Находясь с визитом в США, как лидер оппозиции она критиковала внешнюю политику федерального правительства, чем вызвала резко негативную реакцию в правительственных кругах Берлина. Председатель парламентской фракции СДПГ Франц Мюнтеферинг оценил заявление Меркель как «прогиб перед американской администрацией».
В своей речи в Германском бундестаге 19 марта 2003 года Меркель заявила о том, что ХДС поддерживает предъявление ультиматума Саддаму Хусейну, ставший «последним шансом сохранить мир», и призвала федеральное правительство последовать этому примеру, чтобы «реально предотвратить войну в Ираке».
Принципиальные взгляды Ангелы Меркель на урегулирование военных конфликтов явствуют из публикаций этого периода. В качестве ultima ratio Меркель приняла участие НАТО в Косовском конфликте 1999 года и провела при этом исторические параллели с историей своей страны.
Наше собственное историческое прошлое напоминает нам о необходимости сохранения мира как величайшей ценности и использования всех возможностей для того, чтобы избежать военных конфликтов. […] Однако оно же заставляет нас помнить о том, что неправильно понятый, радикальный пацифизм может привести к погибели, а использование силы, несмотря на причиняемые страдания, неизбежно на последней стадии для того, чтобы избежать ещё большего зла. И новейшая история Европы показывает, что война с диктаторами может быть «последним доводом». […] В войне в Косово применение силы «коалицией согласных» предотвратило ещё большие страдания.
Является участником группы по урегулированию ситуации на востоке Украины и исполнения Минских соглашений (Нормандской четвёрки).

#### Отношения с Турцией
До выборов 2005 года часто, в том числе во время визита в Стамбул, выражала своё мнение о невозможности полноценного членства Турции в Европейском союзе, пропагандируя идею «привилегированного партнёрства». На посту федерального канцлера и председателя Европейского совета Меркель хранила по этому поводу молчание. Критике за своё понимание интеграции подвергся только премьер-министр Турции Реджеп Тайип Эрдоган, который во время своего визита в Германию предостерёг проживающих в стране турок от последствий ассимиляции.
Также, будучи лидером консерваторов, заявила в интервью телеканалу N-24, что Турция ни по географическому положению, ни по психологии не является европейской страной. Меркель считает, что в этой стране существуют серьёзные проблемы с соблюдением прав человека. Кроме того, если Турция станет полноправным членом Евросоюза, турецкие депутаты Европарламента, согласно представительскому принципу формирования этого органа, получат треть всех мандатов.

#### Отношения с Ближним Востоком
Меркель сдержанно высказывалась об участии Германии в составе миротворческих сил ООН в урегулировании ливано-израильского конфликта 2006 года. Премьер-министр Израиля Эхуд Ольмерт высказался за участие немецких солдат в составе контингента ООН. В своём интервью «Süddeutsche Zeitung», опубликованном 3 августа 2006 года, он сказал: «Я сообщил канцлеру Ангеле Меркель о том, что мы не видим никакой проблемы в присутствии немецких солдат в южном Ливане. В настоящее время нет другого народа, который бы относился к Израилю более дружественно, чем Германия».
18 марта 2008 года Ангела Меркель выступила с речью в Кнессете Израиля, которую начала на иврите. Она подчеркнула историческую ответственность Германии перед Израилем. Безопасность еврейского государства входит в интересы Германии и никогда не станет предметом торга. Меркель стала первой женщиной-руководителем иностранного государства, которая была приглашена выступить с речью в израильском Кнессете.

#### Отношения с Россией
Во внешней политике Ангела Меркель известна своей безоговорочной поддержкой европейских ценностей, ориентируясь на сближение с США в качестве стратегического партнёра по гарантии мира и стабильности в Европе.
После того как Меркель возглавила правительство ФРГ, российско-германские отношения поначалу не претерпели никаких особых изменений.
В ходе политического кризиса на Украине и последовавших аннексии Крыма и войны в Донбассе Меркель высказала неодобрение действиям России на Украине. По её мнению, «преступная аннексия Крыма, которая нарушает международное право, и вооружённый конфликт на востоке Украины» серьёзно подорвали российско-германские отношения. Является сторонником введения и продления санкций против России, которые привели в 2014 году к ответным контрсанкциями со стороны властей Российской Федерации. В результате санкций и контрсанкций падение товарооборота между Россией и Германией в 2014 году составило 12 %, снизившись до 67,7 млрд евро, в 2015 г. — на 24 % (51,5 млрд евро), в 2016 г. — на 7,2 % (48,0 млрд евро). По итогам коронавирусного 2020 года объём германско-российской торговли снизился на 22,2 % по сравнению с 2019 годом до самого низкого уровня с 2005 года — 45 млрд евро (в целом торговля Германии со странами СНГ, Восточной и Юго-Восточной Европы снизилась за этот период на 8,4 %).
23 января 2019 года Меркель заявила: «Мы будем продолжать поставки газа из России, это совершенно ясно».
После совершённых в ходе российского вторжения на Украину 2022 года массовых убийств в Буче президент Украины Владимир Зеленский пригласил Меркель и Саркози посетить это место как жертву вторжения и итог политики уступок для России по отношению к Украине, включая решение о непредоставлении Плана действий по членству в НАТО в 2008 году для Украины и Грузии. Сама Меркель продолжала считать это решение правильным и отказывалась высказываться о своей политике, несмотря на призывы и из ХДС.
7 сентября 2022 года Сильвио Берлускони предложил выступить вместе с экс-канцлером Германии Ангелой Меркель посредниками для урегулирования конфликта на Украине. В Офисе Президента Украины выступили против инициативы и отметили, что у обоих политиков нет необходимых посредникам доверия, авторитета, актуальности.
27 сентября 2022 года Ангела Меркель призвала к продолжению взаимодействия с Владимиром Путиным чтобы создать «пространство для манёвра». По её словам, попытка относиться к словам серьёзно, а не отмахиваться от них с самого начала, как если бы они были блефом, не может считаться признаком слабости или умиротворения, а напротив — является доказательством политического ума.

### Экономическая и социальная политика
С конца 2000 года пытается ввести понятие «новой социальной рыночной экономики», базирующееся на известном термине «социально-ориентированной рыночной экономики». В нечётких тезисах, не нашедших пока конкретной реализации, угадываются положения, уже знакомые по совместному документу Шрёдера-Блэра 1999 года. Комиссия президиума ХДС под председательством Меркель к 27 августа 2001 года разработала дискуссионный проект, принятый в декабре 2001 года федеральным съездом партии в Дрездене и ставший программным документом партии.
Анализируя деятельность Меркель на посту канцлера, «Der Spiegel» отмечает, что «её ужасают большие замыслы и генеральные планы … и поэтому она специально держит ситуацию в подвешенном состоянии, сохраняя двойственность и оставляя пространство для разных конечных итогов».

### Политика в отношении мигрантов
В своей речи в Потсдаме 16 октября 2010 года перед молодыми представителями Христианско-демократического союза Меркель заявила, что политика мультикультурализма потерпела полный крах в Германии. Хотя она в целом поддержала утверждение президента ФРГ Кристиана Вулфа, что ислам является частью Германии так же, как иудаизм и христианство, Меркель отметила, что иммигранты должны предпринимать больше усилий для интеграции в германское общество, в частности, изучая немецкий язык.
Это заявление Меркель сделала вслед за другими ведущими политиками Германии, подвергнувшими критике существующую политику интеграции мигрантов. В частности, несколько ранее лидер Христианско-социального союза Хорст Зеехофер заявил, что представители таких культур, как турецкая и арабская, очевидно с бо́льшим трудом подвергаются интеграции, чем другие.

### Охрана окружающей среды
В апреле 1995 года в качестве министра охраны окружающей среды Германии принимала в Берлине первую конференцию ООН по климату. «Берлинский мандат» стал первым документом, привлёкшим международные усилия к сокращению выбросов парниковых газов. На последующих переговорах 1997 года к Киотскому протоколу Ангела Меркель выступила за установление достаточно высоких целевых показателей сокращения выбросов. Инициатива по сдерживанию «летнего смога» в Германии провалилась в мае 1995 года ещё на уровне кабинета министров и была реализована в упрощённой форме лишь позднее. Ангела Меркель считается приверженцем мирного применения ядерной энергии и использования атомных электростанций для получения электроэнергии. На своём посту она также отвечала за решение вопроса утилизации ядерных отходов. В мае 1998 года стало известно о превышении предельных значений радиации в контейнерах «Кастор», направлявшихся во Францию. Оппозиция потребовала отставки министра Меркель за нарушение ею своих контрольных функций. Однако Меркель указала на то, что основными полномочиями располагают и несут ответственность сами федеральные земли и атомная промышленность.

### Оценка итогов Второй мировой войны
«Как канцлер ФРГ я преклоняюсь перед миллионами жертв этой войны, развязанной нацистской Германией. Мы всегда будем осознавать, что именно народы Советского Союза и солдаты Красной Армии понесли тогда наибольшие жертвы. Именно советские солдаты вместе с союзниками по антигитлеровской коалиции, освободили Германию от нацизма». 

## Состояние здоровья
18 июня 2019 года во время встречи с президентом Украины Владимиром Зеленским Ангелу Меркель затрясло. Позднее она объяснила своё состояние обычным обезвоживанием. Однако уже 27 июня Меркель снова почувствовала себя плохо, когда на встрече с президентом ФРГ Франком-Вальтером Штайнмайером её вновь затрясло. Испанская газета ABC со ссылкой на источник в правительстве ФРГ сообщила, что, если причиной первого припадка стало обезвоживание, то второй инцидент мог быть вызван психологическими причинами: «Воспоминание об инциденте прошлой недели, повторяющаяся обстановка — это привело к возобновлению тремора». 29 июня, находясь на саммите G20 в Осаке, она заявила об отсутствии серьёзных проблем со здоровьем. 10 июля, во время приёма в Берлине премьер-министра Финляндии Антти Ринне, Меркель в третий раз за месяц поразил приступ, однако на пресс-конференции Меркель вновь заявила: «Я чувствую себя действительно хорошо. Не надо волноваться».

## Семейное положение
- Первый муж — Ульрих Меркель (1977—1982); познакомилась с будущим мужем на третьем курсе, он тоже изучал физику. Через год они поженились, и она сменила свою девичью фамилию Каснер на Меркель. В 1981 году они расстались, а ещё через год брак был расторгнут. Меркель позже так отзывалась о своём супружеском опыте: «Мы поженились, потому что все женились. Сегодня это звучит глупо, но я подошла к браку без необходимой серьёзности. Я обманулась».
- Второй муж — Иоахим Зауэр, химик. Со своим вторым мужем, который в то время ещё состоял в браке, Ангела Меркель стала встречаться в 1984 году. 30 декабря 1998 года они поженились. Не желая попасть в центр общественного внимания, профессор Йоахим Зауэр не присутствовал на инаугурации супруги.

Ангела Меркель — лютеранка.
Ангела Меркель не имеет детей.

## Прослушка спецслужбами США
По данным документов, попавших в WikiLeaks, Агентство национальной безопасности США прослушивало телефон Меркель с 2002 года, в частности, слежка могла вестись с октября 2009 года по июль 2013 года в период использования телефона марки Nokia. В документах также указывалось, что АНБ и Центральное разведывательное управление вели слежку за коммуникациями в правительственном квартале Берлина из американского посольства, а в одном из материалов сообщено, что 24 октября 2010 года Меркель лично позвонила президенту США Обаме и «дала понять, что считает такие действия совершенно неприемлемыми».
Генеральный прокурор Германии Харальд Ранге заявил, что в его ведомстве начато расследование по факту предполагаемого прослушивания мобильного телефона канцлера, но вскоре расследование было закрыто, поскольку единственный свидетель Эдвард Сноуден не мог быть заслушан в ФРГ из-за того, что германское правительство отказало ему в иммунитете, а спецслужбы США также отказали Федеральной прокуратуре Германии в сотрудничестве и предоставлении необходимых документов.

## Оценки и критика
С 2004 по 2017 год Ангела Меркель 12 раз становилась самой влиятельной женщиной в мире по версии журнала «Forbes». В 2006 и 2007 году журнал «Тайм» включал федерального канцлера ФРГ Ангелу Меркель в список ста самых влиятельных людей планеты, а в 2015 году признал её человеком года, назвав самым сильным лидером в Европе. Британское деловое издание Financial Times также назвало федерального канцлера Германии Ангелу Меркель человеком 2015 года. В 2018 году федеральный канцлер Германии Ангела Меркель вновь возглавила рейтинг 100 самых влиятельных женщин мира по версии журнала «Forbes», обогнав премьер-министра Великобритании Терезу Мэй, и главу Международного валютного фонда Кристин Лагард. В декабре 2019 года снова возглавила этот рейтинг, таким образом признана самой влиятельной женщиной мира по версии журнала «Forbes» в девятый раз подряд. В конце декабря 2019 года британская газета Financial Times включила Меркель в опубликованный ей список из 50 человек, «определивших облик десятилетия».

### Критика отношений с Путиным
Некоторые критики Меркель утверждают, что её близкие отношения с Россией в частности способствовали экономическим и политическим потрясениям. После аннексии Крыма Россией в 2014 году, Меркель не прекратила закупать энергоносители у Путина, что дало ему уверенность в том, чтобы вторгнуться через 8 лет на территорию Украины. Некоторые наблюдатели считают, что Меркель не смогла установить «красные линии» для Путина и продолжала экономическое сотрудничество с Германией, что побудило российского лидера осуществить полномасштабное вторжение в 2022 году.
В опубликованном 7 декабря 2022 года интервью германской газете Die Zeit Меркель заявила буквально следующее: «Минское соглашение 2014 года было попыткой дать Украине время. Она также использовала это время, чтобы стать сильнее, как можно видеть сегодня. Украина 2014−2015 годов — это не современная Украина». По её словам, «всем было ясно», что конфликт был заморожен и проблема не была решена, «но именно это дало Украине бесценное время». Она выразила сомнение, что в то время страны НАТО могли бы оказать Киеву поддержку в том объёме, в котором они делают это теперь.

## Награды

### Ордена и медали
- Большой почётный крест (командор) ордена «За заслуги перед Федеративной Республикой Германия» (Германия, 1996)
- Большой крест ордена «За заслуги перед Итальянской Республикой» (Италия, 2006)
- Великий офицер ордена Абдель-Азиза ибн Сауда (Саудовская Аравия, 2007)
- Большой крест ордена Заслуг (Норвегия, 2007)
- Большой крест 1-й степени ордена «За заслуги перед Федеративной Республикой Германия» (Германия, 2008)
- Большой крест ордена Солнца Перу (Перу, 2008)[77]
- Большой крест ордена Инфанта дона Энрики (Португалия, 2009)
- Орден «Стара планина» с лентой (Болгария, 2010)[78]
- Орден Заида (ОАЭ, 2010)
- Президентская медаль Свободы (США, 2011)[79]
- Президентская медаль (Израиль, 2014)
- Большой золотой почётный знак «За заслуги перед Австрийской Республикой» на ленте (Австрия, 2015)[80]
- Орден Республики (Молдавия, 12 ноября 2015) — в знак глубокой признательности за особый вклад в развитие и укрепление молдо-германских отношений дружбы и сотрудничества и за постоянную поддержку усилий Республики Молдова, направленных на европейскую интеграцию[81][82]
- Орден «Курманжан Датка» (Кыргызстан, 18 февраля 2017) — за значительный вклад в развитие кыргызско-германских отношений и в честь 25-летнего юбилея установления дипломатических отношений между Кыргызской Республикой и Федеративной Республикой Германия[83][84]
- Большой крест ордена Витаутаса Великого (Литва, 2017)[85]
- Большой крест ордена Двойного белого креста (Словакия, 2019)[86]
- Орден Трёх звёзд 2-й степени (Латвия, 19 февраля 2019)[87]
- Орден Креста земли Марии 1-й степени (Эстония, 23 февраля 2021)[88]
- Орден Свободы (Украина, 22 августа 2021) — за выдающиеся личные заслуги в укреплении украинско-немецкого межгосударственного сотрудничества, поддержку государственного суверенитета и территориальной целостности Украины[89]
- Орден «За исключительные заслуги» (Словения, 1 октября 2021)[90]
- Дама Большого креста ордена Леопольда I (Бельгия, 15 октября 2021)[91]
- Большой крест ордена Заслуг (Люксембург, 18 октября 2021)[92]
- Большая звезда специального класса ордена Возрождения (Иордания, 28 октября 2021)[93]
- Дама Большого креста ордена Почётного легиона (Франция, 3 ноября 2021)[94][95]
- Рыцарь Большого креста ордена Нидерландского льва (Нидерланды, 13 июля 2022)[96]
- Большой крест в специальном исполнении ордена «За заслуги перед Федеративной Республикой Германия» (Германия, 17 апреля 2023 года)[97]
- Баварский орден «За заслуги» (Бавария, Германия, 2023)[98]

### Премии и почётные звания
- Премия имени Лео Бека Центрального совета евреев в Германии (Германия, 2007)
- Премия имени Карла Великого (Франция, 2008) — за заслуги в деле развития Европейского союза[99]
- Премия Европейского общества имени Куденхове-Калерги (2011) — за вклад в укрепление европейского единства и развитие Евросоюза[100]
- Почётный доктор философии Еврейского университета (Израиль, 2007)
- Почётный доктор наук Лейпцигского университета (Германия, 2008)
- Почётный доктор наук Политехнического университета Вроцлава (Польша, 2008)
- Почётный доктор философии Тель-Авивского университета (Израиль, 2011)
- Почётный доктор РХТУ им. Д. И. Менделеева (Россия, 2012)[101]
- Титул «Человек года» (по версии журнала «Нью-Йорк Таймс», 2015)
- Почётный член благотворительной организации «Ротари Интернешнл» в Штральзунде
- Почётный член футбольной команды «Энерги Котбус» (2008)
- Midori Prize (2010, первое награждение)[102]

## Публикации

### Диссертация
- Untersuchung des Mechanismus von Zerfallsreaktionen mit einfachem Bindungsbruch und Berechnung ihrer Geschwindigkeitskonstanten auf der Grundlage quantenchemischer und statistischer Methoden. Akademie der Wissenschaften der DDR, Berlin 1986

Исследование механизма реакций распада с нарушением простых связей и расчёта их констант скоростей на основе квантово-химических и статистических методов. АН ГДР, Берлин 1986

### Статьи
- R. Der, A. Merkel, H.-J. Czerwon: On the influence of spatial correlations on the rate of chemical reactions in dense gases. I. Quantum statistical theory. In: Chemical Physics 1980, 53(3), S. 427—435.
- R. Der, R. Haberlandt, A. Merkel: On the influence of spatial correlations on the rate of chemical reactions in dense systems. II. Numerical results. In: Chemical Physics 1980, 53(3), S. 437—442.
- Angela Merkel, Ilka Böger, Hans Joachim Spangenberg, Lutz Zülicke: Berechnung von Hochdruck-Geschwindigkeitskonstanten für Zerfalls- und Rekombinationsreaktionen einfacher Kohlenwasserstoffmoleküle und -radikale. In: Zeitschrift für physikalische Chemie. 1982, 263 (3), S. 449—460.
- Angela Merkel, Lutz Zülicke: Berechnung von Geschwindigkeitskonstanten für den C-H-Bindungsbruch im Methylradikal. In: Zeitschrift für physikalische Chemie. 1985 266 (2), S. 353—361.
- H. Mix, J. Sauer, K. P. Schröder, A. Merkel: Theoretische Behandlung von Molekülschwingungen unter Berücksichtigung von Anharmonizitäten. Eine elementrare Einführung. Berlin, März 1987. Verlag: o. A. (Publikation des ZIPC)
- Angela Merkel, Lutz Zülicke: Nonempirical parameter estimate for the statistical adiabatic theory of unimolecular fragmentation carbon-hydrogen bond breaking in methyl. In: Molecular Physics. 1987, 60(6), S. 1379—1393.
- Angela Merkel, Zdenek Havlas, Rudolf Zahradnik: Evaluation of the rate constant for the SN2 reaction fluoromethane + hydride: methane + fluoride in the gas phase. In: Journal of American Chemical Society. 1988, 110(25), S. 8355-8359.
- Angela Merkel, Lutz Zuelicke: Theoretical approach to reactions of polyatomic molecules In: Journal of Quantum Chemistry. 1990, 36, S. 191—208.
- F. Schneider, A. Merkel: The lowest bound states of triplet (BH2)+ In: Chemical Physics Letters. 1989, 161, S. 527—531

### Политические и автобиографические публикации
- In unruhiger Zeit. Reden und Aufsätze aus drei Jahren deutscher Einheit. Parerga, Düsseldorf/Bonn 1994, ISBN 3-9803042-4-8
- Das vereinte Deutschland in der Europäischen Union, neue Chancen für Frauen und Jugendliche. Köllen, Bonn 1994, ISBN 3-88579-153-6
- mit Hartmut Grassl: Ist unser Klima noch zu retten? Konrad-Adenauer-Stiftung, Sankt Augustin 1995, ISBN 3-930163-86-1
- (Hrsg.): Wissenschaftliche Politikberatung für die Umwelt : Stationen, Leistungen, Anforderungen und Erfahrungen. Analytica, Berlin 1997, ISBN 3-929342-27-8
- Der Preis des Überlebens. Gedanken und Gespräche über zukünftige Aufgaben der Umweltpolitik. Deutsche Verlags-Anstalt, Stuttgart 1997, ISBN 3-421-05113-5
- mit August Oetker & Hubert Peter Johann: Umwelt und Wirtschaft. Konrad-Adenauer-Stiftung, Sankt Augustin 1998, ISBN 3-931575-92-6
- (Hrsg.): Europa und die deutsche Einheit. Zehn Jahre Wiedervereinigung: Bilanz und Ausblick. Herder, Freiburg/Basel/Wien 2000, ISBN 3-451-20140-2
- Mein Weg. Angela Merkel im Gespräch mit Hugo Müller-Vogg. Hoffmann und Campe, Hamburg 2004, ISBN 3-455-09417-1; aktualisierte Ausgabe: Mein Weg. Ein Gespräch mit Hugo Müller-Vogg. ebd., 2005, ISBN 3-455-09538-0

### Мемуары
- А. Меркель, Б. Бауман. «Свобода. Воспоминания 1954—2021», 2024. ISBN 1250319900, ISBN 9781250319906